# Bateria czasowa
Bateria czasowa (inne nazwy: bateria samozamykająca, bateria przyciskowa, rzadziej bateria z określonym czasem wypływu) – jest to rodzaj baterii wodociągowej, w której uruchomienie strumienia wody odbywa się poprzez naciśnięcie przycisku. Strumień wody płynie wówczas przez ustalony okres (zwykle od kilku kilkudziesięciu sekund) i zostaje samoczynnie odcięty po jego upływie.
Konstrukcja baterii czasowych minimalizuje ryzyko pozostawienia przez użytkowników uruchomionego strumienia wody, przez co tego typu baterie pozwalają na oszczędności i są najczęściej stosowane w obiektach użyteczności publicznej, jak toalety publiczne, baseny, łaźnie czy łazienki w zakładach pracy. 
Baterie czasowe przeznaczone są do stosowania przy umywalkach, natryskach, pisuarach i muszlach WC.